# Arterienklemme

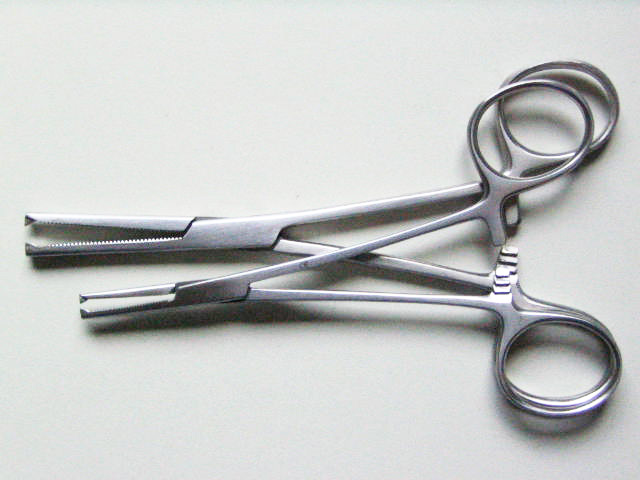
Kocher-Klemmen

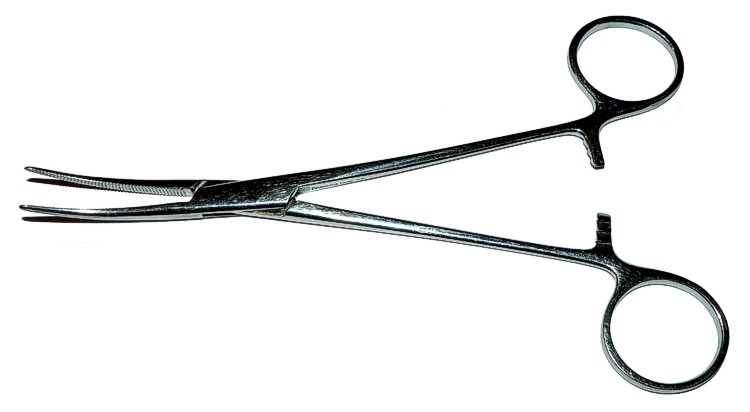
Pean-Klemme

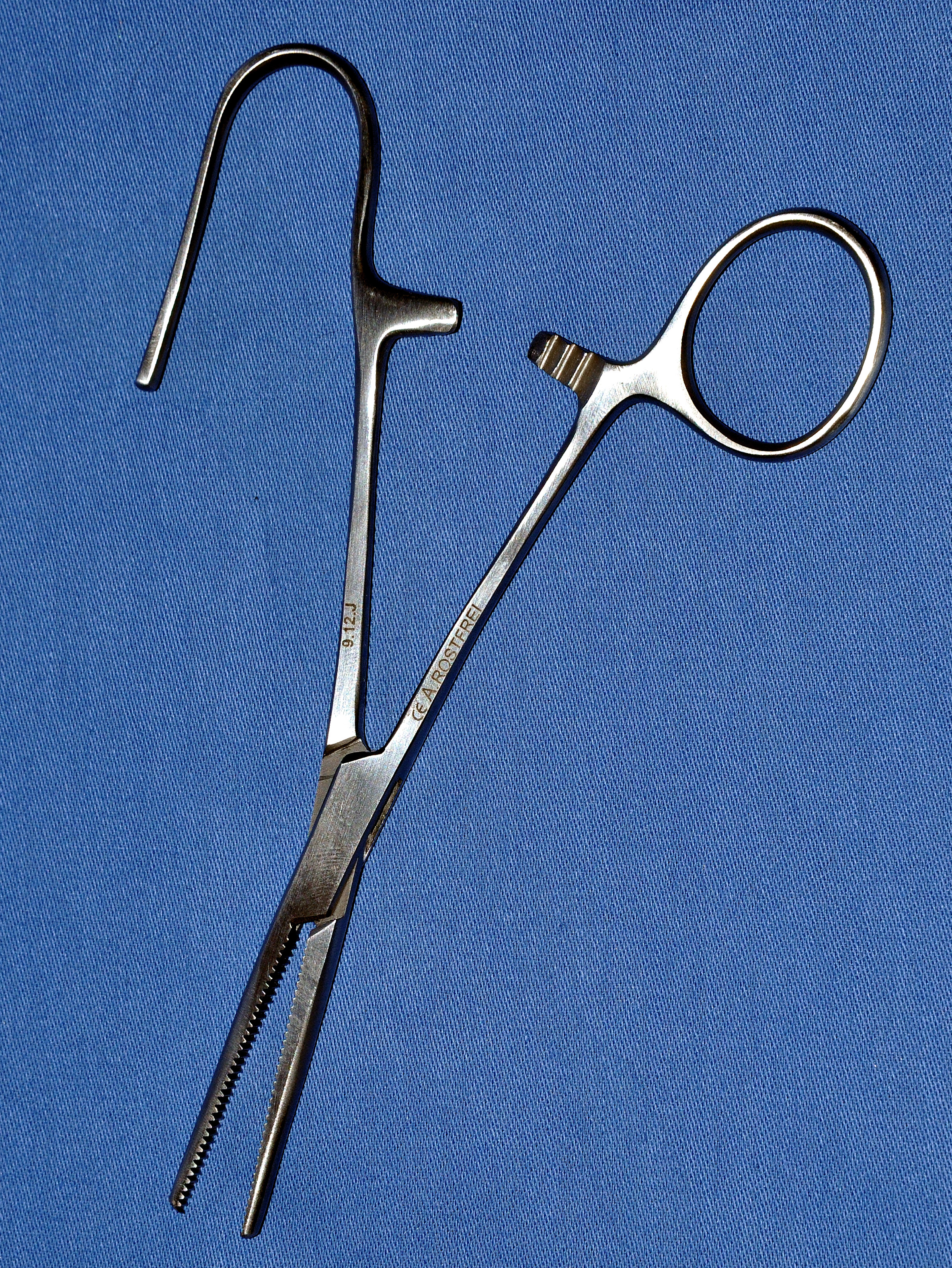
Rettungsklemme

Eine Arterienklemme, auch Gefäßklemme genannt, ist ein medizinisches Instrument zum kurzfristigen Fassen und Halten durchtrennter Blutgefäße, zur primären Blutstillung oder vor der beabsichtigten Ligatur, beispielsweise bei einer Operation.
Die Klemmen weisen auf den ersten Blick eine gewisse Ähnlichkeit mit chirurgischen Scheren auf und werden auch wie diese gehalten, verfügen statt Schneideflächen aber über zwei quergeriefte Mäuler mit Rastung. Sie sind in der Regel aus Edelstahl gefertigt.
Es gibt eine Vielzahl von Abwandlungen beziehungsweise Weiterentwicklungen der Arterienklemmen, die oft nach ihrem Erfinder beziehungsweise Entwickler benannt sind, wie beispielsweise
- die Kocher-Klemme (scharf und gerade oder leicht gebogen, am Blattende gezahnt) nach Emil Theodor Kocher,
- die Péan-Klemme (stumpf und am Blattende geriffelt) nach Jules Émile Péan
- die Halsted-Klemme nach William Stewart Halsted (gerade oder gebogen, ohne Zähne, auch Mosquitoklemme genannt) oder
- die Mikulicz-Klemme nach Johann von Mikulicz.
- die „Rettungsklemme“. Dies ist eine Péan-Klemme, die statt der beiden Ringe am Handteil einen Ring und einen Haken aufweist. Der Haken dient zum Anhängen von Infusionsbeuteln oder -flaschen, die mit der Klemme oberhalb des Patienten befestigt werden können. Umgekehrt kann man Dinge, die sich nicht ohne weiteres aufhängen lassen (z. B. an einem Ring, einer Stange etc.), mit der Klemme fassen und den Haken als „Aufhänger“ nutzen.

Daneben gibt es Arterienklemmen, die nach der Art ihres Einsatzgebietes benannt sind, wie Bauchklemme oder Darmklemme.
Nicht zu den Arterienklemmen zählt die Tuchklemme, die der Befestigung von Operationstüchern am Patienten dient.